# Ali Hassan al-Majid
Ali Hassan Abd al-Majid al-Tikriti (en arabe : علي حسن الماجد, ʿAlī Ḥasan ʿAbd al-Majīd al-Tikrītī), surnommé « Ali le chimique » (en arabe : علي الكيماوي, Ali Al-Kīmāwiiyy), est né le 30 novembre 1941 et mort exécuté le 25 janvier 2010. Il était un dignitaire irakien sous le régime de Saddam Hussein, dont il était le cousin.

## Biographie

### Enfance et études
Né en 1941 et originaire de Tikrit, il est agent de liaison militaire, jusqu'au coup d'État qui porte au pouvoir le parti Baas, en 1968.

### Carrière ministérielle
Il est tour à tour ministre de la Défense, ministre de l’Intérieur, chef des services de renseignement et aussi gouverneur militaire du Koweït lors de son invasion, en 1990. Il est surtout l'homme de main de Saddam Hussein pendant les trente-cinq années du régime.
Il fut « cerveau de l'industrialisation militaire et architecte supposé de la Sécurité spéciale, a mis celle-ci au service du programme ambitieux d'armement et d'approvisionnement militaire, secteur exigeant, sensible et formateur s'il est (...) Les horreurs de l'opération Anfal, orchestrée par Ali Hassan al-Majid, ont laissé comme symbole le gazage de Halabja. Du point de vue de l'appareil de sécurité, elles ont démontré l'efficacité de petites unités paramilitaires, composées d'éléments tribaux, de militants baasistes et d'agents de l'appareil de sécurité, milices dont l'usage s'est aujourd'hui systématisé ».

### Arrestation et procès
Classé numéro 5 sur la liste des anciens responsables irakiens les plus recherchés par les États-Unis (il était le « roi de Pique » dans le jeu de cartes des personnes recherchées), il est d’abord annoncé comme mort en avril 2003 avant d'être arrêté le 21 août 2003 par l'armée américaine. Son procès par le tribunal spécial irakien à Bagdad débute le 21 août 2006, exactement trois ans après son arrestation.
Il est condamné le 24 juin 2007 à la peine de mort par pendaison pour avoir été l'un des principaux instigateurs de l'opération militaire Al-Anfal au Kurdistan, en 1988, opération qui aurait fait 182 000 morts parmi la population civile kurde selon les Kurdes, entre 50 000 et 100 000 morts selon l'enquête effectuée et publiée dans les années 1990 par l'organisation Human Rights Watch.
Une cour d'appel a confirmé la peine de mort le 4 septembre 2007. En vertu de la loi irakienne, la sentence devait être exécutée dans les trente jours mais le 3 octobre 2007 elle fut repoussée au 16 octobre de sorte qu'elle n'ait pas lieu durant le Ramadan. Le 16 octobre, elle est une nouvelle fois repoussée à une date ultérieure, après que le président Jalal Talabani et le vice-président Tareq al-Hachemi aient refusé de signer les actes d'exécution des co-accusés d'Ali Hassan al-Majid. Il a depuis été condamné trois fois à la même peine pour d'autres crimes : une deuxième fois le 2 décembre 2008 pour son rôle dans le meurtre de 25 à 100 000 chiites duodécimains lors de la répression de l'insurrection irakienne de 1991, une troisième fois, le 2 mars 2009 pour l'assassinat du marja-e taqlid Mohammad Sadeq al-Sadr en 1999 et une quatrième fois le 17 janvier 2010 pour le massacre à Halabja de 5 000 Kurdes irakiens. Il est finalement exécuté par pendaison le 25 janvier 2010.

## Surnoms
Les médias le surnomment « Ali le Chimique », pour son rôle dans les attaques au gaz ayant entraîné la mort de plusieurs dizaines de milliers de Kurdes à Halabja, dans le Nord de l'Irak, les 17 et 18 mars 1988.
Il est également surnommé « le boucher du Kurdistan », pour avoir évacué de force les populations kurdes vers les zones frontalières jordanienne et saoudienne, très loin du Kurdistan irakien. Il est par ailleurs soupçonné d’être le commandant qui a ordonné l’exécution sommaire de centaines de musulmans chiites à Bassorah, en 1999, selon l'association Human Rights Watch.